# Pretenders
Az 1980-as Pretenders a The Pretenders debütáló nagylemeze. Híressé tette az együttest, hála a rock, a punk és a pop egyedi keveredésének. A lemezen korábban kislemezen kiadott dalok és hét új szám szerepel.
A brit albumlistán már a megjelenésének hetén az első helyre került, négy hétig ott is maradt. A Billboard 200-on Top 10-es lett, 1982 folyamán platina minősítést kapott. A Pretenderst minden idők egyik legjobb albumának nevezte a VH1 (52. hely). 2003-ban 155. lett a Rolling Stone magazin Minden idők 500 legjobb albuma listáján, 1989-ben az 1980-as évek 20. legjobb albuma címét kapta meg. Szerepel az 1001 lemez, amit hallanod kell, mielőtt meghalsz című könyvben.

## Az album dalai
| 1. | Precious           | Chrissie Hynde                     | 3:36 |
| 2. | The Phone Call     | Hynde                              | 2:29 |
| 3. | Up the Neck        | Hynde                              | 4:27 |
| 4. | Tattooed Love Boys | Hynde                              | 2:59 |
| 5. | Space Invader      | Pete Farndon, James Honeyman-Scott | 3:26 |
| 6. | The Wait           | Hynde, Farndon                     | 3:35 |
| 7. | Stop Your Sobbing  | Ray Davies                         | 2:38 |

| 1. | Kid                 | Hynde                 | 3:06 |
| 2. | Private Life        | Hynde                 | 6:25 |
| 3. | Brass in Pocket     | Honeyman-Scott, Hynde | 3:04 |
| 4. | Lovers of Today     | Hynde                 | 5:51 |
| 5. | Mystery Achievement | Hynde                 | 5:23 |

## Közreműködők

### The Pretenders
- Chrissie Hynde – ritmusgitár, ének
- Martin Chambers – dob, háttérvokál
- Pete Farndon – basszusgitá, háttérvokál
- James Honeyman-Scott – szólógitár, billentyűk, háttérvokál

### További zenészek
- Chris Thomas – billentyűk, hangeffektusok
- Gerry Mackelduff - dob (7)
- Geoff Bryant – kürt
- Henry Lowther – trombita
- Jim Wilson – trombita
- Chris Mercer – szaxofon

## Fordítás
Ez a szócikk részben vagy egészben a Pretenders (album) című angol Wikipédia-szócikk ezen változatának fordításán alapul.  Az eredeti cikk szerkesztőit annak laptörténete sorolja fel. Ez a jelzés csupán a megfogalmazás eredetét és a szerzői jogokat jelzi, nem szolgál a cikkben szereplő információk forrásmegjelöléseként.